# Yara El-Sharkawy
Yara Wail Hussain El-Sharkawy (arabiska: يارا وائل حسين الشرقاوي), född 11 april 1999, är en egyptisk fäktare som tävlar i florett.

## Karriär
Vid olympiska sommarspelen 2020 i Tokyo, som arrangerades 2021, blev El-Sharkawy utslagen i sextondelsfinalen i florett av italienska Arianna Errigo samt var en del av Egyptens lag tillsammans med Noha Hany, Mariam El-Zoheiry och Noura Mohamed som slutade på åttonde plats i lagtävlingen i florett.
Vid olympiska sommarspelen 2024 i Paris blev El-Sharkawy utslagen i sextondelsfinalen i damernas florett av kinesiska Huang Qianqian samt var en del av Egyptens lag tillsammans med Sara Amr Hossny, Malak Hamza och Noha Hany som slutade på åttonde plats i lagtävlingen i florett.